# Lope García de Salazar
Lope García de Salazar (Musques, Vizcaya, 1399-Portugalete, 1476) fue un banderizo e historiador vizcaíno, autor de Las Bienandanzas e Fortunas, un documento valioso e histórico sobre las Guerras de bandos nobiliarios.

## Biografía

### Primeros años de vida
Lope García de Salazar nació en 1399, una época marcada por una fuerte crisis social. 

### Matrimonio y después

Armas de los Salazar.

En 1425 contrajo matrimonio con Juana de Butrón y Mújica, aliados naturales de los Salazar al ser integrantes del mismo bando nobiliar (el Oñacino, siempre opuesto al Gamboíno). De su matrimonio nacieron varios hijos, entre ellos Juan “El Moro” y Lope de Salazar, que emprenderían la lucha por el control del mayorazgo de Salazar.
Los Velasco eran muy numerosos en el reino de Castilla, con inmenso poder, estableciendo un “Estado paralelo”. En la merindad de las Encartaciones controlaban las áreas de Valmaseda, los diezmos en Zalla y el Valle de Villaverde, además de tener bajo su dominio la villa de Castro Urdiales. Los Velasco y los Salazar trataban de expandir su influencia sobre las mismas zonas, enfrentándose irremediablemente en verdaderas batallas. Los Velasco colindaban con las torres de los Salazar en las áreas de Ciérvana, Galdames, Atxuriaga y Zubiate. 

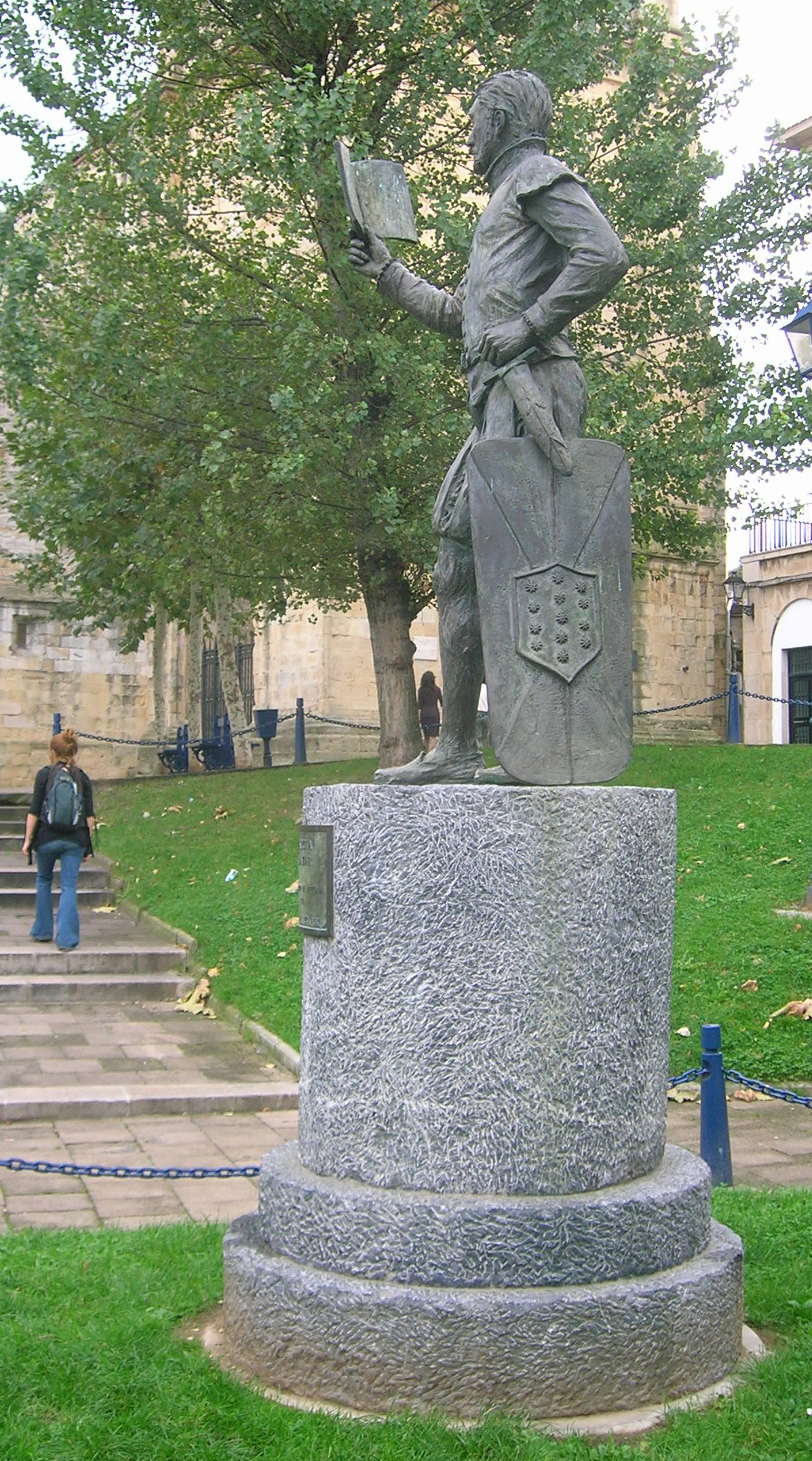
Monumento a Lope García de Salazar en Portugalete

Los Ayala eran otro de los enemigos potenciales de los Salazar, a pesar de ser la punta de lanza, junto a Salazar, del bando Oñacino. Tenían muy buenas relaciones con los Velasco, que les enfrentaba en cierta medida con los Salazar por el control del bando. Sus dominios en las Encartaciones se extendían por el curso del río Cadagua, el Nervión-Ibaizabal, y por Baracaldo, Arrigorriaga y Ayala. La familia de los Ayala estaba en plena expansión por las tierras alavesas y guipuzcoanas al no poder extenderse hacia occidente, donde se encontraban los Salazar y los Velasco. Los Ayala se enfrentaron con los Salazar por el dominio de Baracaldo y el valle de Sámano (contra los Marroquines, protegidos de los Ayala).
Hubo otras familias de la zona, como los Avellaneda, con una participación escasa, alejados de las áreas de conflicto y limitándose a recoger sus rentas. Lope García de Salazar disponía de un amplio mayorazgo, ya que controlaba la mayoría de la Merindad menor de Las Encartaciones, exceptuando los valles de Galdames y Salcedo y, como ya hemos dicho, con ansias expansionistas hacia las villas de Castro y Baracaldo. 

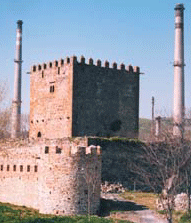
El Castillo de Muñatones fue ampliado por Lope García de Salazar.

El mayorazgo típico de los linajes de bandos era la casa-torre, que era la destinada a actividades militares; la casa llana, donde solía residir el pariente mayor, y tierras cultivables y de montazgo e ingresos provenientes de actividades adicionales, como ferrerías o diezmos y primicias. El mayorazgo personal de Lope García eran sus torres de San Martín de Muñatones (Musques), Santelices (Musques), la Sierra y Salazar (Portugalete); las ferrerías y molinos de “los vados” y Achuriaga, la ferrería del Pobal y del Arenao y las aceñas de la Puente y Fresnedo. Además de dichos beneficios, cobraba rentas adicionales provenientes del tráfico del mineral de hierro (70.000 maravedíes anuales), el prebostazgo de la villa de Portugalete y los peajes de los puertos de San Martín (ya desaparecido) y Portugalete. También se beneficiaba de la corona, cobrando el servicio de armas prestado en más de una ocasión, como en 1447, cuando percibió aproximadamente 160.000 maravedíes. Hay datos que indican que Lope García podía disponer de unos 3000 hombres a su servicio, puesto que las familias de los Ayala y Velasco disponían verdaderamente de una fuerza militar muy superior. Sin embargo, Lope García podía desarrollar una actitud defensiva sin ningún peligro.
En 1451 se enfrentó a la autoridad del monarca castellano Juan II por el nombramiento de Juan Hurtado de Mendoza como corregidor de Vizcaya. Juan Hurtado de Mendoza ya ostentaba el cargo de corregidor de la merindad menor de las Encartaciones (junta de Avellaneda) y esto supondría una pérdida de poder para los nobles locales, subordinados en su merindad mayor y menor a un solo poder. Ese mismo año estallará la hostilidad con su hijo primogénito Juan, al otorgarle el mayorazgo al segundón Lope que morirá en la batalla de Torrellas (1462). En 1457 fue desterrado durante tres años por orden del rey Enrique IV junto con otros parientes mayores de Vizcaya y Guipúzcoa por oponerse al nuevo orden jurisdiccional de mayor poder otorgado a los concejos. A causa de esto son exiliados a Jimena de la Frontera, de donde regresó al enfermar de fiebres. 

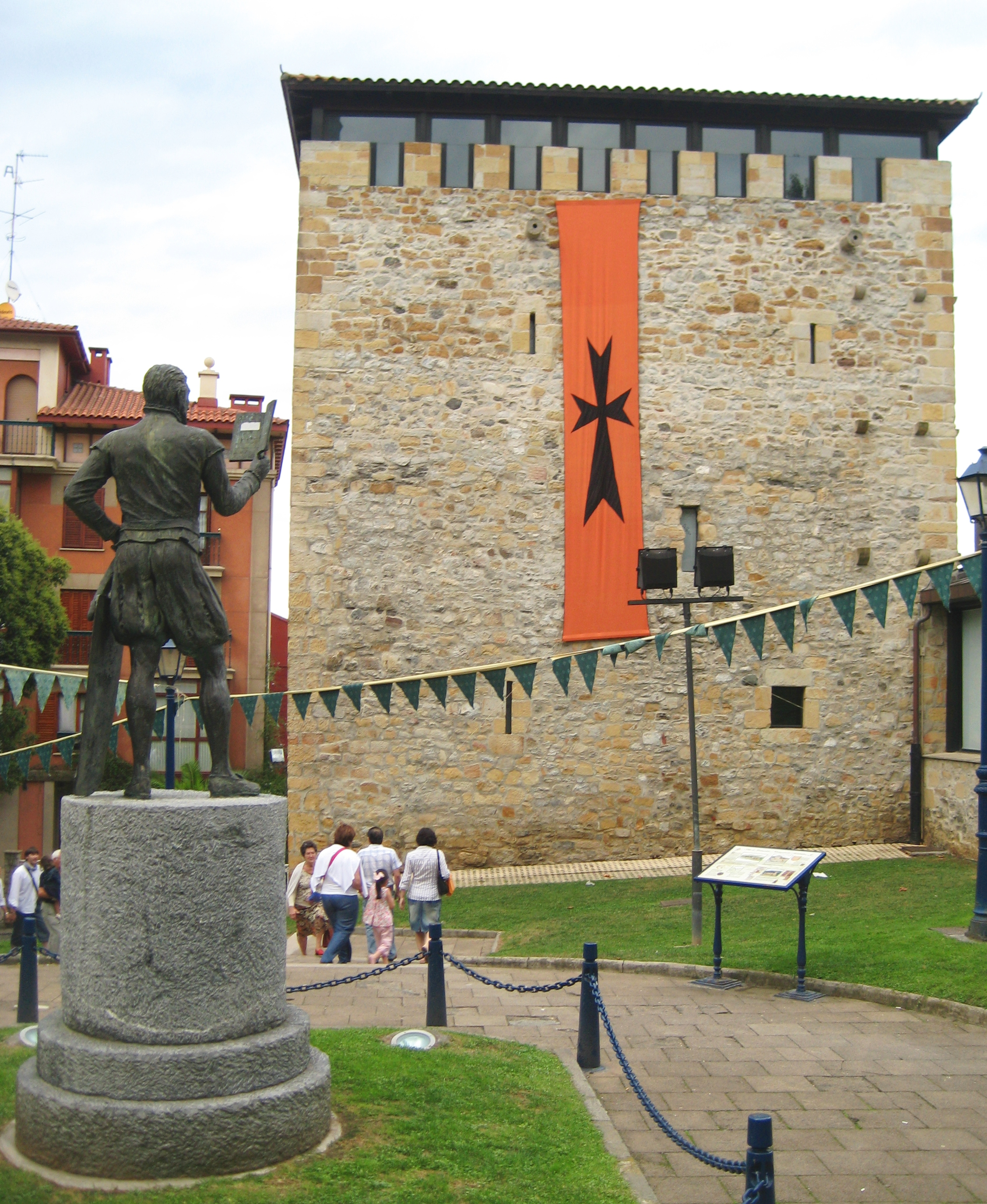
El monumento a Lope García de Salazar en Portugalete se halla frente a una de las casas torre que poseyó, en la que finalmente acabó prisionero.

## Muerte de varios hijos y años finales de Lope García de Salazar
Las hermandades y el corregidor de Vizcaya le acusaron de desacato a su autoridad, pero finalmente en 1460 el rey perdonó a los exiliados y les permitió regresar a sus feudos. Tras la muerte de su hijo Lope en la batalla de Torrellas, Juan, su primogénito, le reclamó su derecho sucesorio, pero fue relegado una vez más a un segundo plano, al conceder Lope García de Salazar el mayorazgo al hijo del fallecido, Ochoa de Salazar. La esposa de Lope García, Juana de Butrón, se detractó de la concesión de mayorazgo e intentó que se lo concediesen al primogénito. Otros tres de sus hijos murieron en 1468 en la batalla de Elorrio.
Estos conflictos y las continuas infidelidades de Lope García provocaron que Juana de Butrón abandonase San Martín de Muñatones en 1469, otorgando la parte del mayorazgo que le pertenecía al primogénito Juan de Salazar. Se desencadenaron entonces los acontecimientos que llevarían a la decadencia de Lope García de Salazar, llegando a solicitar ayuda a su gran enemigo, Pedro de Velasco. Esta acción de cobardía, junto a la decisión de apoyar a los Haro (Gamboínos) en su lucha contra la facción de los oñacinos (a la que pertenecía Salazar), hizo que los salazariegos tomaran a su hijo Juan de Salazar "El Moro" como pariente Mayor. En julio de 1470 sitió a su padre en su casa-torre de San Martín de Muñatones. Lope García fue recluido en esta casa fuerte, donde escribiría su obra "Historia de las buenas andanças e fortunas" por la que fue conocido y por algunos proclamado como el primer historiador de Vizcaya. Ante los intentos de fuga, fue enviado a la torre de Salazar en Portugalete, donde morirá envenenado con hierbas en la comida junto con su hija bastarda Mencía de Avellaneda.

## Obra escrita
- Crónica de siete casas de Vizcaya y Castilla (1454). Madrid, Revista de Heráldica y Genealogía Española, 1914.
- Libro de las bienandanzas e fortunas (1471-1476). Madrid, Gabriel Sánchez, 1884.
- Lope García de Salazar (1399-1476): antología. Edición de María Consuelo Villacorta Macho y J. Ramón Prieto Lasa. Gijón, Trea, 2018.